# David Payne (hordeloper)
David Payne (Cincinnati, 24 juli 1982) is een Amerikaans hordeloper die is gespecialiseerd in de 110 m horden.

## Levensloop
Payne studeerde aan de University of Cincinnati in zijn geboortestad.
Op de LBBW Meeting 2006 in Karlsruhe werd hij op de 60 m horden tweede in 7,59 seconden. Op het WK 2007 in Osaka werd hij derde op de 110 m horden in een persoonlijk record van 13,02 seconden achter Liu Xiang (12,95) en Terrence Trammell (12,99). Op de Olympische Spelen van 2008 in Peking behaalde hij bij het hordelopen een zilveren medaille.

## Persoonlijke records
Outdoor
| Onderdeel    | Prestatie | Datum            | Plaats     |
| ------------ | --------- | ---------------- | ---------- |
| 110 m horden | 13,02 s   | 31 augustus 2007 | Osaka      |
| 400 m horden | 51,20 s   | 15 mei 2004      | Louisville |

Indoor
| Onderdeel   | Prestatie | Datum            | Plaats |
| ----------- | --------- | ---------------- | ------ |
| 60 m horden | 7,54 s    | 26 februari 2006 | Boston |

## Palmares

### 110 m horden
Kampioenschappen
- 2007:  WK - 13,02 s
- 2007:  Wereldatletiekfinale - 13,08 s
- 2008:  OS - 13,17 s
- 2009:  WK - 13,15 s

Golden League-podiumplekken
- 2007:  Bislett Games – 13,27 s
- 2008:  Golden Gala – 13,43 s
- 2009:  ISTAF – 13,22 s

Diamond League-podiumplekken
- 2010:  Athletissima – 13,22 s